# Rocksprings
Rocksprings is een plaats (town) in de Amerikaanse staat Texas, en valt bestuurlijk gezien onder Edwards County.

## Demografie
Bij de volkstelling in 2000 werd het aantal inwoners vastgesteld op 1285.
In 2006 is het aantal inwoners door het United States Census Bureau geschat op 1150, een daling van 135 (-10,5%).

## Geografie
Volgens het United States Census Bureau beslaat de plaats een oppervlakte van
3,1 km², geheel bestaande uit land. Rocksprings ligt op ongeveer 732 m boven zeeniveau.

## Plaatsen in de nabije omgeving
De onderstaande figuur toont nabijgelegen plaatsen in een straal van 68 km rond Rocksprings.